# Světový pohár v biatlonu 2016/2017
Světový pohár v biatlonu 2016/2017 byl 40. ročníkem světového poháru pořádaný Mezinárodní biatlonovou unií (IBU). Sezóna odstartovala 27. listopadu 2016 ve švédském Östersundu a skončila finálovým podnikem světového poháru 19. března 2017 v norském Oslu. Hlavní událostí tohoto ročníku bylo mistrovství světa, konané od 8. do 19. února 2017 v rakouském Hochfilzenu na stadionu Biathlon Stadium Hochfilzen.
Vítězství v celkovém pořadí ze sezóny 2015/16 obhajovali Francouz Martin Fourcade, který už popáté za sebou dokázal vítězství obhájit a Češka Gabriela Soukalová, v sezóně závodíjícpod příjmením Koukalová,, která vítězství neobhájila, když skončila druhá za Němkou Laura Dahlmeierovou.
V lednu 2017 se do koloběhu světového poháru vrátila Běloruska Darja Domračevová, jen několik měsíců po narození potomka.

## Program
Oproti minulému ročníku se změnily tři podniky světového poháru. Kanadské Canmore vystřídalo české Nové Město na Moravě, které hostilo světový pohár naposledy v ročníku 2014/15, americké Presque Isle nahradil jihokorejský Pchjongčchang (dějiště ZOH 2018), kam světový pohár zavítal již v sezóně 2007/08 a kde se v roce 2009 konalo Mistrovství světa v biatlonu.
Zcela novým pořadatelem mělo být moderní středisko v ruské Ťumeni, které se připravovalo vystřídat tradiční zastávku v Chanty-Mansijsku. Po dopingovém skandálu ruských sportovců se však pořadatelé sami konání tohoto podniku vzdali a podnik byl přidělen finskému Kontiolahti.
Kompletní program Světového poháru v biatlonu 2016/2017:
| Místo konání       | Datum konání                   | Vytrvalostní závod | Sprint | Stíhací závod | Závod s hromadným startem | Štafeta | Smíšená štafeta | Smíšený závod dvojic |
| ------------------ | ------------------------------ | ------------------ | ------ | ------------- | ------------------------- | ------- | --------------- | -------------------- |
| Östersund          | 25. listopadu–4. prosince 2016 | ●                  | ●      | ●             |                           |         | ●               | ●                    |
| Pokljuka           | 5. – 11. prosince 2016         |                    | ●      | ●             |                           | ●       |                 |                      |
| Nové Město         | 12.–18. prosince 2016          |                    | ●      | ●             | ●                         |         |                 |                      |
| Oberhof            | 5.–8. ledna 2017               |                    | ●      | ●             | ●                         |         |                 |                      |
| Ruhpolding         | 10. – 15. ledna 2017           |                    | ●      | ●             |                           | ●       |                 |                      |
| Anterselva         | 19.–22. ledna 2017             | ●                  |        |               | ●                         | ●       |                 |                      |
| Hochfilzen         | 6.–19. února 2017              | ●                  | ●      | ●             | ●                         | ●       | ●               |                      |
| Pchjongčchang      | 2.–5. března 2017              |                    | ●      | ●             |                           | ●       |                 |                      |
| Kontiolahti        | 9.–12. března 2017             |                    | ●      | ●             |                           |         | ●               | ●                    |
| Oslo               | 17.–19. března 2017            |                    | ●      | ●             | ●                         |         |                 |                      |
| Celkově: 67 závodů | Celkově: 67 závodů             | 3                  | 9      | 9             | 5                         | 5       | 3               | 2                    |

## Počet nasazených závodníků podle země

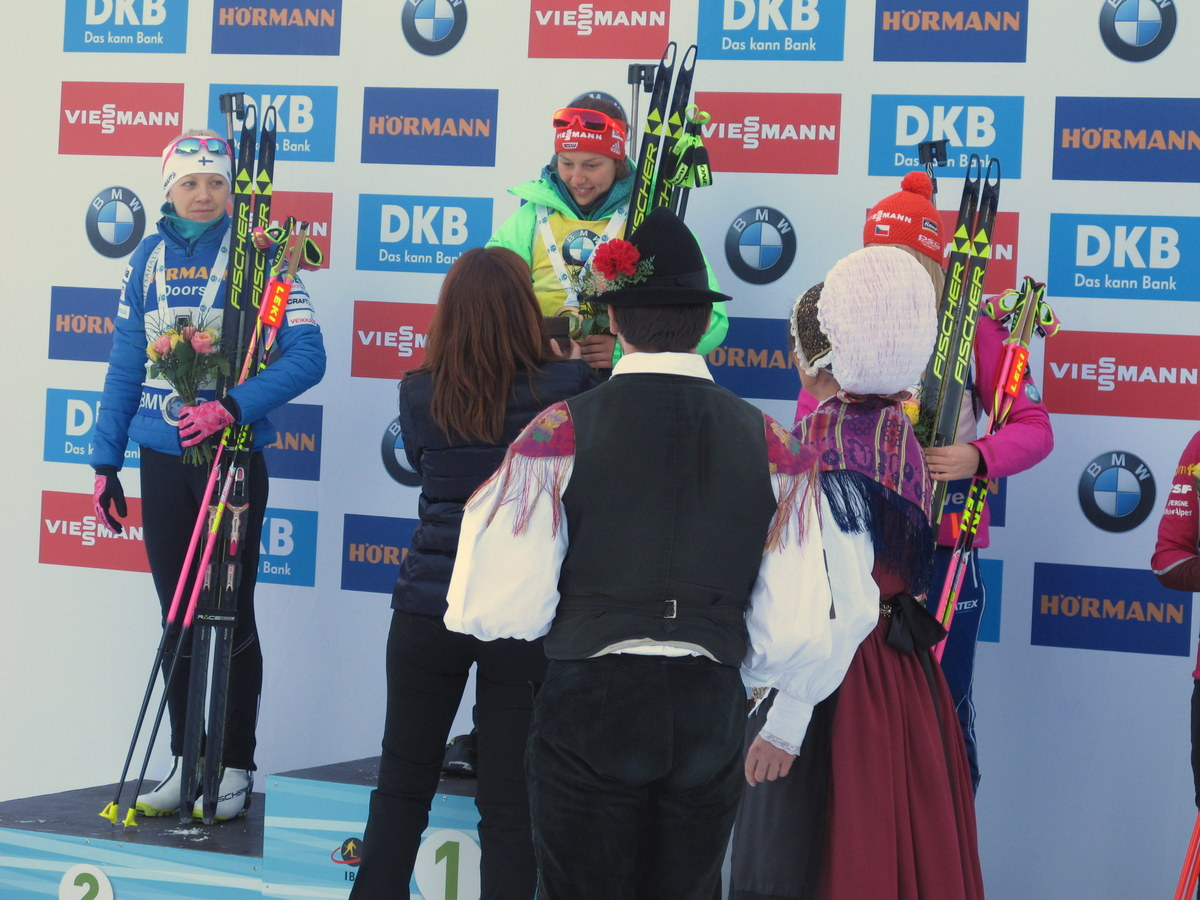
Stupně vítězů po sprintu žen v Pokljuce

Podle toho, jak se státy umístily v hodnocení národů v ročníku 2015/16, se určil maximální počet žen a mužů, který může země nasadit do sprintu a vytrvalostního závodu:
Muži:
- 6 závodníků:  Norsko,  Německo,  Francie,  Rusko,  Rakousko ↑
- 5 závodníků:  USA ↑,  Ukrajina,  Česko ↓,  Itálie ↑,  Kanada
- 4 závodníci:  Bělorusko,  Švýcarsko ↓,  Švédsko,  Bulharsko,  Slovensko,  Slovinsko ↓,  Kazachstán ↑
- 3 závodníci:  Estonsko ↓,  Rumunsko,  Litva,  Finsko,  Polsko,  Lotyšsko
- 2 závodníci:  Japonsko,  Jižní Korea ↑
- 1 závodník:  Srbsko ↑
- 0 závodníků:  Spojené království ↓↓

Ženy:
- 6 závodnic:  Německo,  Francie,  Česko,  Itálie↑,  Ukrajina
- 5 závodnic::  Rusko,  Norsko,  Polsko,  Švédsko ↑,  Bělorusko ↓
- 4 závodnice:  Kanada,  Švýcarsko,  Kazachstán ↑,  USA,  Rakousko ↓,  Slovensko,  Finsko
- 3 závodnice:  Slovinsko↓,  Rumunsko,  Bulharsko,  Japonsko,  Litva,  Estonsko
- 2 závodnice:  Čína,  Jižní Korea
- 1 závodnice:  Bosna a Hercegovina
- 0 závodnic: –

## Pořadí Světového poháru

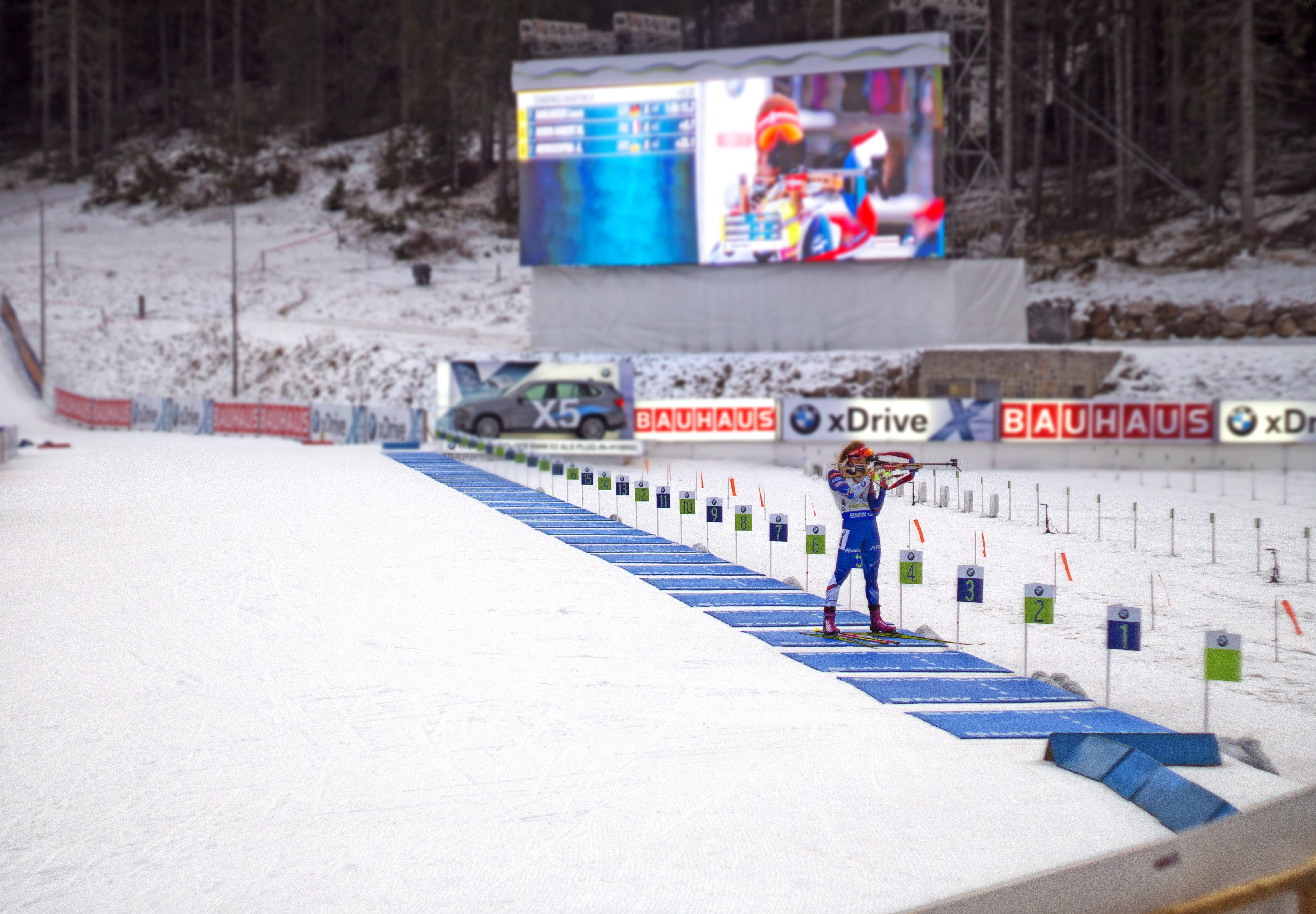
Gabriela Koukalová při štafetě v Pokljuce

### Celkové pořadí (po 26 z 26 závodů)
| Muži             | Muži                 | Muži |
| Pořadí           | Jméno                | Body |
| ---------------- | -------------------- | ---- |
| Zlatá medaile    | Martin Fourcade      | 1322 |
| Stříbrná medaile | Anton Šipulin        | 918  |
| Bronzová medaile | Johannes Thingnes Bø | 812  |
| 4.               | Arnd Peiffer         | 746  |
| 5.               | Simon Schempp        | 741  |
| 6.               | Julian Eberhard      | 732  |
| 7.               | Emil Hegle Svendsen  | 667  |
| 8.               | Lowell Bailey        | 641  |
| 9.               | Ole Einar Bjørndalen | 631  |
| 10.              | Erik Lesser          | 621  |
| 12.              | Ondřej Moravec       | 597  |
| 17.              | Michal Krčmář        | 498  |
| 22.              | Michal Šlesingr      | 422  |
| 63.              | Jaroslav Soukup      | 52   |
| 66.              | Tomáš Krupčík        | 48   |
| 68.              | Adam Václavík        | 42   |

| Ženy             | Ženy                     | Ženy |
| Pořadí           | Jméno                    | Body |
| ---------------- | ------------------------ | ---- |
| Zlatá medaile    | Laura Dahlmeierová       | 1211 |
| Stříbrná medaile | Gabriela Soukalová       | 1090 |
| Bronzová medaile | Kaisa Mäkäräinenová      | 972  |
| 4.               | Marie Dorinová Habertová | 857  |
| 5.               | Dorothea Wiererová       | 721  |
| 6.               | Justine Braisazová       | 707  |
| 7.               | Anaïs Chevalierová       | 671  |
| 8.               | Julija Džymová           | 634  |
| 9.               | Franziska Hildebrandová  | 622  |
| 10.              | Susan Dunkleeová         | 597  |
| 13.              | Eva Puskarčíková         | 506  |
| 25.              | Veronika Vítková         | 393  |
| 52.              | Lucie Charvátová         | 103  |
| 91.              | Markéta Davidová         | 13   |

### Pořadí národů (po 22 závodech)
| Muži             | Muži      | Muži |
| Pořadí           | Země      | Body |
| ---------------- | --------- | ---- |
| Zlatá medaile    | Německo   | 7448 |
| Stříbrná medaile | Francie   | 7416 |
| Bronzová medaile | Rusko     | 7192 |
| 4.               | Norsko    | 7181 |
| 5.               | Rakousko  | 6926 |
| 6.               | Ukrajina  | 6270 |
| 7.               | Česko     | 6223 |
| 8.               | Itálie    | 5556 |
| 9.               | Švýcarsko | 5395 |
| 10.              | USA       | 5290 |

| Ženy             | Ženy       | Ženy |
| Pořadí           | Země       | Body |
| ---------------- | ---------- | ---- |
| Zlatá medaile    | Německo    | 7951 |
| Stříbrná medaile | Francie    | 7646 |
| Bronzová medaile | Ukrajina   | 6605 |
| 4.               | Česko      | 6547 |
| 5.               | Itálie     | 6481 |
| 6.               | Norsko     | 6265 |
| 7.               | Rusko      | 6139 |
| 8.               | Švédsko    | 6034 |
| 9.               | Bělorusko  | 5683 |
| 10.              | Kazachstán | 5193 |

### Sprint (po 9 z 9 závodů)
| Muži             | Muži                 | Muži |
| Pořadí           | Jméno                | Body |
| ---------------- | -------------------- | ---- |
| Zlatá medaile    | Martin Fourcade      | 484  |
| Stříbrná medaile | Julian Eberhard      | 345  |
| Bronzová medaile | Emil Hegle Svendsen  | 276  |
| 4.               | Arnd Peiffer         | 275  |
| 5.               | Johannes Thingnes Bø | 269  |
| 6.               | Anton Šipulin        | 248  |
| 7.               | Benedikt Doll        | 222  |
| 8.               | Ole Einar Bjørndalen | 218  |
| 9.               | Lowell Bailey        | 217  |
| 10.              | Dominik Landertinger | 210  |

| Ženy             | Ženy                     | Ženy |
| Pořadí           | Jméno                    | Body |
| ---------------- | ------------------------ | ---- |
| Zlatá medaile    | Gabriela Soukalová       | 377  |
| Stříbrná medaile | Laura Dahlmeierová       | 372  |
| Bronzová medaile | Kaisa Mäkäräinenová      | 337  |
| 4.               | Marie Dorinová Habertová | 297  |
| 5.               | Justine Braisazová       | 281  |
| 6.               | Tiril Eckhoffová         | 277  |
| 7.               | Anaïs Chevalierová       | 260  |
| 8.               | Dorothea Wiererová       | 246  |
| 9.               | Franziska Hildebrandová  | 241  |
| 10.              | Susan Dunkleeová         | 228  |

### Stíhací závod (po 9 z 9 závodů)
| Muži             | Muži                 | Muži |
| Pořadí           | Jméno                | Body |
| ---------------- | -------------------- | ---- |
| Zlatá medaile    | Martin Fourcade      | 502  |
| Stříbrná medaile | Anton Šipulin        | 392  |
| Bronzová medaile | Arnd Peiffer         | 298  |
| 4.               | Johannes Thingnes Bø | 278  |
| 5.               | Emil Hegle Svendsen  | 249  |
| 6.               | Simon Schempp        | 233  |
| 7.               | Julian Eberhard      | 232  |
| 8.               | Simon Eder           | 215  |
| 9.               | Dominik Windisch     | 200  |
| 10.              | Erik Lesser          | 199  |

| Ženy             | Ženy                     | Ženy |
| Pořadí           | Jméno                    | Body |
| ---------------- | ------------------------ | ---- |
| Zlatá medaile    | Laura Dahlmeierová       | 405  |
| Stříbrná medaile | Gabriela Soukalová       | 384  |
| Bronzová medaile | Kaisa Mäkäräinenová      | 368  |
| 4.               | Marie Dorinová Habertová | 346  |
| 5.               | Dorothea Wiererová       | 286  |
| 6.               | Justine Braisazová       | 250  |
| 7.               | Marte Olsbuová           | 236  |
| 8.               | Anaïs Chevalierová       | 226  |
| 9.               | Julija Džymová           | 215  |
| 10.              | Franziska Hildebrandová  | 210  |

### Vytrvalostní závod (po 3 ze 3 závodů)
| Muži             | Muži                 | Muži |
| Pořadí           | Jméno                | Body |
| ---------------- | -------------------- | ---- |
| Zlatá medaile    | Martin Fourcade      | 162  |
| Stříbrná medaile | Anton Šipulin        | 126  |
| Bronzová medaile | Lowell Bailey        | 117  |
| 4.               | Johannes Thingnes Bø | 115  |
| 5.               | Lars Helge Birkeland | 103  |
| 6.               | Krasimir Anev        | 99   |
| 7.               | Serhij Semenov       | 88   |
| 8.               | Benjamin Weger       | 84   |
| 9.               | Ole Einar Bjørndalen | 83   |
| 10.              | Ondřej Moravec       | 78   |

| Ženy             | Ženy                   | Ženy |
| Pořadí           | Jméno                  | Body |
| ---------------- | ---------------------- | ---- |
| Zlatá medaile    | Laura Dahlmeierová     | 180  |
| Stříbrná medaile | Vanessa Hinzová        | 103  |
| Bronzová medaile | Alexia Runggaldierová  | 96   |
| 4.               | Gabriela Soukalová     | 95   |
| 5.               | Olena Pidhrušná        | 83   |
| 6.               | Maren Hammerschmidtová | 76   |
| 7.               | Olga Podčufarovová     | 76   |
| 8.               | Julija Džymová         | 74   |
| 9.               | Mari Laukkanenová      | 73   |
| 10.              | Eva Puskarčíková       | 72   |

### Závod s hromadným startem (po 5 z 5 závodů)
| Muži             | Muži                   | Muži |
| Pořadí           | Jméno                  | Body |
| ---------------- | ---------------------- | ---- |
| Zlatá medaile    | Martin Fourcade        | 248  |
| Stříbrná medaile | Simon Schempp          | 231  |
| Bronzová medaile | Anton Šipulin          | 177  |
| 4.               | Jean-Guillaume Béatrix | 168  |
| 5.               | Erik Lesser            | 165  |
| 6.               | Johannes Thingnes Bø   | 150  |
| 7.               | Ole Einar Bjørndalen   | 147  |
| 8.               | Arnd Peiffer           | 141  |
| 9.               | Anton Babikov          | 140  |
| 10.              | Benedikt Doll          | 134  |

| Ženy             | Ženy                     | Ženy |
| Pořadí           | Jméno                    | Body |
| ---------------- | ------------------------ | ---- |
| Zlatá medaile    | Gabriela Soukalová       | 265  |
| Stříbrná medaile | Laura Dahlmeierová       | 254  |
| Bronzová medaile | Kaisa Mäkäräinenová      | 207  |
| 4.               | Julija Džymová           | 162  |
| 5.               | Dorothea Wiererová       | 156  |
| 6.               | Marie Dorinová Habertová | 147  |
| 7.               | Selina Gasparinová       | 139  |
| 8.               | Vanessa Hinzová          | 132  |
| 9.               | Franziska Hildebrandová  | 126  |
| 10.              | Eva Puskarčíková         | 124  |

### Štafeta (po 5 z 5 závodů)
| Muži             | Muži      | Muži |
| Pořadí           | Jméno     | Body |
| ---------------- | --------- | ---- |
| Zlatá medaile    | Rusko     | 259  |
| Stříbrná medaile | Francie   | 242  |
| Bronzová medaile | Německo   | 237  |
| 4.               | Norsko    | 228  |
| 5.               | Rakousko  | 216  |
| 6.               | Ukrajina  | 207  |
| 7.               | Česko     | 173  |
| 8.               | Itálie    | 167  |
| 9.               | Kanada    | 150  |
| 10.              | Švýcarsko | 146  |

| Ženy             | Ženy      | Ženy |
| Pořadí           | Jméno     | Body |
| ---------------- | --------- | ---- |
| Zlatá medaile    | Německo   | 300  |
| Stříbrná medaile | Francie   | 248  |
| Bronzová medaile | Ukrajina  | 224  |
| 4.               | Norsko    | 202  |
| 5.               | Česko     | 197  |
| 6.               | Itálie    | 197  |
| 7.               | Švédsko   | 187  |
| 8.               | Bělorusko | 167  |
| 9.               | Rusko     | 166  |
| 10.              | Polsko    | 154  |

### Smíšená štafeta spolu se závodem dvojic (po 5 z 5 závodů)
| Pořadí           | Země     | Body |
| ---------------- | -------- | ---- |
| Zlatá medaile    | Německo  | 264  |
| Stříbrná medaile | Francie  | 257  |
| Bronzová medaile | Rakousko | 201  |
| 4.               | Norsko   | 195  |
| 5.               | Rusko    | 195  |
| 6.               | Ukrajina | 187  |
| 7.               | Itálie   | 185  |
| 8.               | Švédsko  | 184  |
| 9.               | Česko    | 175  |
| 10.              | USA      | 169  |

## Medailové pořadí zemí
| Pořadí | Země      | 1. místo | 2. místo | 3. místo | Celkově |
| ------ | --------- | -------- | -------- | -------- | ------- |
| 1.     | Německo   | 22       | 11       | 6        | 39      |
| 2.     | Francie   | 21       | 15       | 14       | 50      |
| 3.     | Norsko    | 6        | 10       | 9        | 25      |
| 4.     | Česko     | 5        | 9        | 7        | 21      |
| 5.     | Rusko     | 5        | 6        | 8        | 19      |
| 6.     | Finsko    | 4        | 4        | 3        | 11      |
| 7.     | Rakousko  | 3        | 4        | 4        | 11      |
| 8.     | USA       | 1        | 3        | 1        | 5       |
| 9.     | Itálie    | 0        | 1        | 9        | 10      |
| 10.    | Bělorusko | 0        | 1        | 3        | 4       |
| 10.    | Ukrajina  | 0        | 1        | 3        | 4       |
| 12.    | Švédsko   | 0        | 1        | 0        | 1       |
| 12.    | Lotyšsko  | 0        | 1        | 0        | 1       |
|        | Celkem    | 67       | 67       | 67       | 201     |

## Významné úspěchy
První individuální vítězství ve světovém poháru
| Muži: - Anton Babikov (RUS), 25 let, v jeho 3. sezóně; ve stíhacím závodě v Östersundu; byly to rovněž jeho první stupně vítězů - Benedikt Doll (GER), 26 let, v jeho 6. sezóně; ve sprintu na MS v Hochfilzenu; první stupně vítězů obsadil ve stíhacím závodě v Chanty-Mansijsku v sezóně 2014/15 - Lowell Bailey (USA), 35 let, v jeho 15. sezóně; ve vytrvalostním závodu na MS v Hochfilzenu; první stupně vítězů obsadil ve sprintu v Kontiolahti v sezóně 2013/14 | Ženy: - Taťána Akimovová (RUS), 26 let, v její 2. sezóně; ve sprintu v Novém Městě; byly to rovněž její první stupně vítězů - Anaïs Chevalierová (FRA), 23 let, v její 3. sezóně; ve stíhacím závodě v Novém Městě; první stupně vítězů obsadila ve sprintu na stejném místě - Nadine Horchlerová (GER), 30 let, v její 6. sezóně; v závodě s hromadným startem v Anterselvě; byly to rovněž její první stupně vítězů - Mari Laukkanenová (FIN), 29 let, v její 10. sezóně; ve sprintu v Oslu; první stupně vítězů obsadila ve sprintu v Kontiolahti v sezóně 2013/14 |

První individuální stupně vítězů ve světovém poháru
| Muži: - Vladimir Čepelin (BLR), 28 let, v jeho 8. sezóně; 3. místo ve vytrvalostním závodu v Östersundu - Michal Krčmář (CZE), 25 let, v jeho 5. sezóně; 3. místo ve stíhacím závodě v Ruhpoldingu - Andrejs Rastorgujevs (LAT), 28 let, v jeho 8. sezóně; 2. místo v závodě s hromadným startem v Oslu | Ženy: - Darja Jurkevičová (BLR), 28 let, v její 8. sezóně; 3. místo ve vytrvalostním závodu v Östersundu - Eva Puskarčíková (CZE), 25 let, v její 4. sezóně; 3. místo ve stíhacím závodě v Pokljuce - Anaïs Chevalierová (FRA), 23 let, v její 3. sezóně; 2. místo ve sprintu v Novém Městě - Alexia Runggaldierová (ITA), 25 let, v její 5. sezóně; 3. místo ve vytrvalostním závodu v Anterselvě - Lisa Vittozziová (ITA), 22 let, v její 3. sezóně; 3. místo ve stíhacím závodě v Kontiolahti |

Individuální vítězství v tomto ročníku světového poháru (v závorkách je uveden celkový počet vítězství)
| Muži: - Martin Fourcade (FRA), 14 (61) - Johannes Thingnes Bø (NOR), 2 (13) - Simon Schempp (GER), 2 (12) - Anton Šipulin (RUS), 2 (10) - Julian Eberhard (AUT), 2 (3) - Arnd Peiffer (GER), 1 (8) - Benedikt Doll (GER), 1 (1) - Anton Babikov (RUS), 1 (1) - Lowell Bailey (USA), 1 (1) | Ženy: - Laura Dahlmeierová (GER), 10 (17) - Gabriela Soukalová (CZE), 5 (17) - Kaisa Mäkäräinenová (FIN), 2 (21) - Marie Dorinová Habertová (FRA), 2 (7) - Tiril Eckhoffová (NOR), 2 (4) - Mari Laukkanenová (FIN), 2 (2) - Anaïs Chevalierová (FRA), 1 (1) - Nadine Horchlerová (GER), 1 (1) - Taťána Akimovová (RUS), 1 (1) |

Pozn: U celkových vítězství jsou započítána vítězství na mistrovství světa a na olympijských hrách, kromě ZOH v Soči 2014.